# Lathraea

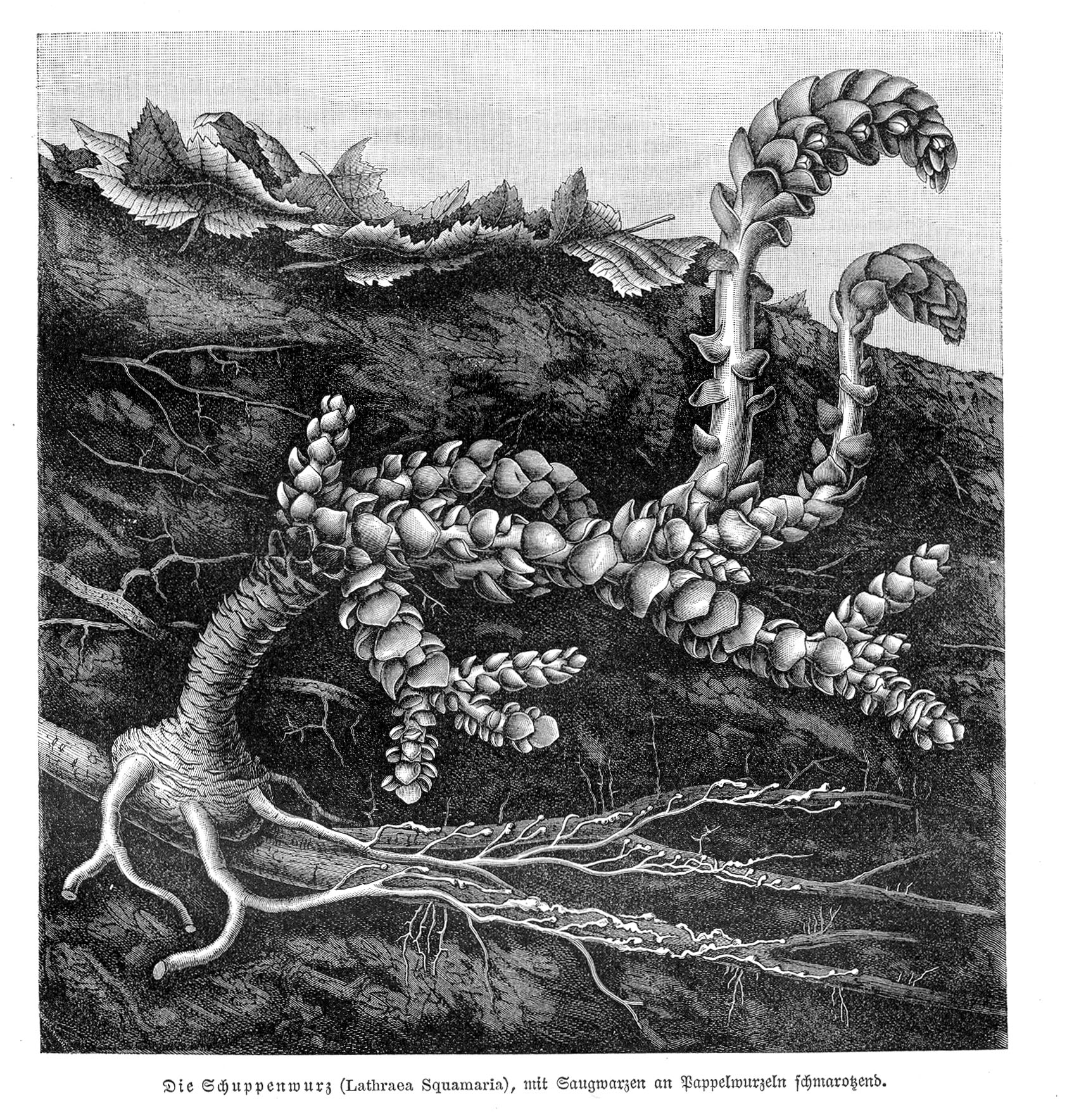
Lathraea squamaria, planta con raíz.

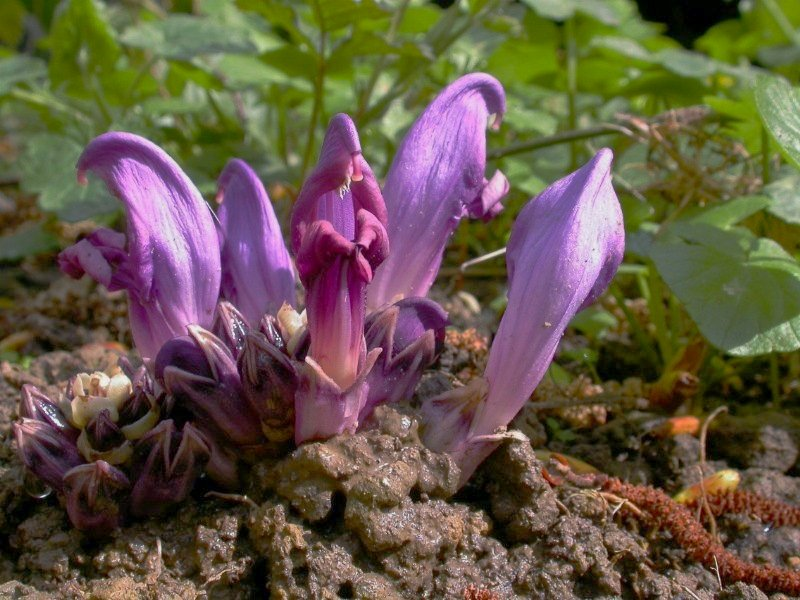
Lathraea clandestina

Lathraea es un género con 22 especies de plantas de flores perteneciente a la familia Scrophulariaceae.

## Especies seleccionadas
- Lathraea amentacea
- Lathraea anblatum
- Lathraea arenaria
- Lathraea chinfushanica
- Lathraea clandestina
- Lathraea japonica
- Lathraea squamaria L. - madrona, yerba de la matriz.[1]